# Daishiro Yoshimura
Daishiro Yoshimura (吉村 大志郎, Yoshimura Daishiro, São Paulo, 16 augustus 1947 – Amagasaki, 1 november 2003) was een Japans voetballer die als middenvelder speelde.

## Clubcarrière
Yoshimura begon zijn carrière in 1967 bij Yanmar Diesel. Met deze club werd hij in 1971, 1974, 1975 en 1980 kampioen van Japan. Yoshimura veroverde er in 1968, 1970 en 1974 de Beker van de keizer. In 14 jaar speelde hij er 189 competitiewedstrijden en scoorde 30 goals. Yoshimura beëindigde zijn spelersloopbaan in 1980.

## Japans voetbalelftal
Daishiro Yoshimura debuteerde in 1970 in het Japans nationaal elftal en speelde 46 interlands, waarin hij 7 keer scoorde.

## Statistieken
| Japans voetbalelftal | Japans voetbalelftal | Japans voetbalelftal |
| Jaar                 | Wed.                 | Dlp.                 |
| -------------------- | -------------------- | -------------------- |
| 1970                 | 4                    | 1                    |
| 1971                 | 6                    | 2                    |
| 1972                 | 8                    | 1                    |
| 1973                 | 3                    | 0                    |
| 1974                 | 7                    | 2                    |
| 1975                 | 6                    | 1                    |
| 1976                 | 12                   | 0                    |
| Totaal               | 46                   | 7                    |